# Sebastian Isepp
Sebastian Isepp (* 18. Februar 1884 in Nötsch im Gailtal, Österreich-Ungarn; † 3. Dezember 1954 in London) war ein österreichischer Maler und Mitglied des Nötscher Kreises.

## Leben

Der Emigrant Kokoschka gemalt von Isepp (1951)

Der Sohn eines Gastwirtes ging nach der Matura in Marburg 1903 an die Wiener Akademie der bildenden Künste, wo er bei Rudolf Bacher studierte und Oskar Kokoschka und Egon Schiele kennenlernte. Stilistisch wurde er zunächst von Gauguin und dem Symbolismus beeinflusst, später wandte er sich der realistisch orientierten Malerei zu. Von 1908 bis 1918 nahm Isepp an bedeutenden Ausstellungen der Wiener Secession teil und galt neben Kokoschka und Schiele als führendes Mitglied der „Neukunstgruppe“.
Während des Ersten Weltkrieges leitete Isepp die Restaurierwerkstätte des Kunsthistorischen Museums in Wien, musste aber von 1915 bis 1918 größtenteils Kriegsdienst an der italienischen Front leisten, wo er lebensgefährlich verschüttet wurde. Nach Kriegsende und der Rückkehr nach Nötsch stellte er seine eigenständige künstlerische Tätigkeit weitgehend ein. Von 1921 bis 1938 war Wien wieder Wohnsitz Isepps, hier trat er Anfang der 1920er Jahre zunächst als Restaurator hervor, von 1925 bis 1936 leitete er die Restaurationswerkstätte am Kunsthistorischen Museum in Wien. 1925 heiratete er die Sängerin Helene Hammerschlag, 1927 wurde die Tochter Konstanze, 1930 der Sohn Martin geboren.
1938, nach dem „Anschluss“ Österreichs, sah sich die Familie aufgrund der jüdischen Herkunft von Helene Hammerschlag gezwungen, nach London zu emigrieren. Hier arbeitete Isepp, der 1947 die englische Staatsbürgerschaft annahm, bis zu seinem Tod als Restaurator an der National Gallery. Mit Kokoschka hielt er auch in London freundschaftlichen Kontakt, 1951 entstand ein durch Isepp angefertigtes Porträt von Oskar Kokoschka.